# Woodlawn (hrabstwo Prince George’s)
Woodlawn – jednostka osadnicza w Stanach Zjednoczonych, w stanie Maryland, w hrabstwie Prince George’s.